# 威爾斯親王盃

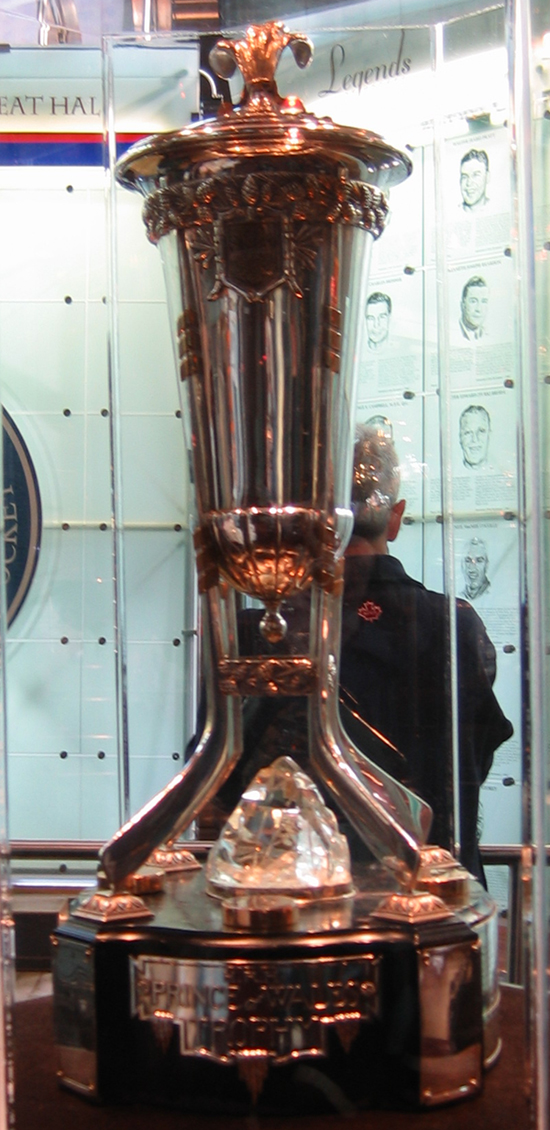
威爾斯親王盃在冰球名人堂

威爾斯親王盃，或簡稱威爾斯盃，是國家冰球聯盟（NHL）每年頒給東部（以前稱為威爾斯聯盟）季後賽冠軍隊伍。蒙特婁加拿大人隊曾奪得25次威爾斯親王盃，是奪得最多次的球隊。其次是波士頓棕熊隊，奪得16次。

## 歷史
威爾斯親王盃由当时的威爾士親王（即后来的爱德华八世）殿下捐贈。它第一次被頒發給國家冰上曲棍球聯盟季後賽冠軍隊伍（代替奧拜恩獎），隨後面對WHL的冠軍爭奪史丹利盃。當WHL關閉及史丹利盃被專門頒給季後賽冠軍後，威爾斯親王盃便頒給NHL美國分區常規賽的冠軍，當時奧拜恩獎則頒給NHL加拿大分區常規賽的冠軍。當NHL在1938-39球季回復成一個聯盟，威爾斯親王盃便頒給常規賽的冠軍。
隨著時代擴展，在1967-68球季NHL創立東區及西區，威爾斯親王盃便頒給在東區常規賽的以第一名完成的球隊。當NHL在1974-75球季成立兩大聯盟，威爾斯親王盃便轉為頒給在威爾斯聯盟中以最佳成績完成常規賽的球隊。在1981-82球開始，NHL轉為季後賽形式，令在史丹利盃總決賽碰頭的兩支球隊不會來自同一個聯盟，威爾斯親王盃便頒給威爾斯聯盟季後賽的冠軍，而且自從1993-94球季，威爾斯親王盃便頒給東部季後賽冠軍隊伍。
傳統（或寧可迷信）在今天許多NHL的球員之中流行，就是沒有球員應該或接觸或舉起威爾斯親王盃（或其他聯盟的獎，例如西部的卡雲斯·甘保杯）當他們贏得分部的季後賽；球員認為史丹利盃才是真正的聯盟冠軍獎而且是唯一一個應該舉起的獎。

## 奪得威爾斯親王盃的球隊名單

### NHL 季後賽冠軍
- 1923-24 - 蒙特婁加拿大人隊
- 1924-25 - 蒙特婁加拿大人隊
- 1925-26 - 蒙特婁加拿大人隊

### 美國分區冠軍
- 1926-27 - 渥太華參議員隊
- 1927-28 - 波士頓棕熊隊
- 1928-29 - 波士頓棕熊隊
- 1929-30 - 波士頓棕熊隊
- 1930-31 - 波士頓棕熊隊
- 1931-32 - 紐約遊騎兵隊
- 1932-33 - 波士頓棕熊隊
- 1933-34 - 底特律紅翼隊
- 1934-35 - 波士頓棕熊隊
- 1935-36 - 底特律紅翼隊
- 1936-37 - 底特律紅翼隊
- 1937-38 - 波士頓棕熊隊

### 常規賽冠軍
- 1938-39 - 波士頓棕熊隊
- 1939-40 - 波士頓棕熊隊
- 1940-41 - 波士頓棕熊隊
- 1941-42 - 紐約遊騎兵隊
- 1942-43 - 底特律紅翼隊
- 1943-44 - 蒙特婁加拿大人隊
- 1944-45 - 蒙特婁加拿大人隊
- 1945-46 - 蒙特婁加拿大人隊
- 1946-47 - 蒙特婁加拿大人隊
- 1947-48 - 多倫多楓葉隊
- 1948-49 - 底特律紅翼隊
- 1949-50 - 底特律紅翼隊
- 1950-51 - 底特律紅翼隊
- 1951-52 - 底特律紅翼隊
- 1952-53 - 底特律紅翼隊
- 1953-54 - 底特律紅翼隊
- 1954-55 - 底特律紅翼隊
- 1955-56 - 蒙特婁加拿大人隊
- 1956-57 - 底特律紅翼隊
- 1957-58 - 蒙特婁加拿大人隊
- 1958-59 - 蒙特婁加拿大人隊
- 1959-60 - 蒙特婁加拿大人隊
- 1960-61 - 蒙特婁加拿大人隊
- 1961-62 - 蒙特婁加拿大人隊
- 1962-63 - 多倫多楓葉隊
- 1963-64 - 蒙特婁加拿大人隊
- 1964-65 - 底特律紅翼隊
- 1965-66 - 蒙特婁加拿大人隊
- 1966-67 - 芝加哥黑鷹隊

### 東區常規賽冠軍
- 1967-68 - 蒙特婁加拿大人隊
- 1968-69 - 蒙特婁加拿大人隊
- 1969-70 - 芝加哥黑鷹隊
- 1970-71 - 波士頓棕熊隊
- 1971-72 - 波士頓棕熊隊
- 1972-73 - 蒙特婁加拿大人隊
- 1973-74 - 波士頓棕熊隊

### 威爾斯聯盟常規賽冠軍
- 1974-75 - 水牛城軍刀隊
- 1975-76 - 蒙特婁加拿大人隊
- 1976-77 - 蒙特婁加拿大人隊
- 1977-78 - 蒙特婁加拿大人隊
- 1978-79 - 蒙特婁加拿大人隊
- 1979-80 - 水牛城軍刀隊
- 1980-81 - 蒙特婁加拿大人隊

### 威爾斯聯盟季後賽冠軍
- 1981-82 - 紐約島人隊
- 1982-83 - 紐約島人隊
- 1983-84 - 紐約島人隊
- 1984-85 - 費城飛人隊
- 1985-86 - 蒙特婁加拿大人隊
- 1986-87 - 費城飛人隊
- 1987-88 - 波士頓棕熊隊
- 1988-89 - 蒙特婁加拿大人隊
- 1989-90 - 波士頓棕熊隊
- 1990-91 - 匹茲堡企鵝隊
- 1991-92 - 匹茲堡企鵝隊
- 1992-93 - 蒙特婁加拿大人隊

### 東部季後賽冠軍
- 1993-94 - 紐約遊騎兵隊
- 1994-95 - 新澤西惡人隊
- 1995-96 - 佛羅里達美洲豹隊
- 1996-97 - 費城飛人隊
- 1997-98 - 華盛頓首都隊
- 1998-99 - 水牛城軍刀隊
- 1999-00 - 新澤西惡人隊
- 2000-01 - 新澤西惡人隊
- 2001-02 - 卡羅來納颶風隊
- 2002-03 - 新澤西惡人隊
- 2003-04 - 坦帕灣閃電隊
- 2004-05 - 沒有獲勝球隊 2004-05 NHL因勞資糾紛取消整個賽季
- 2005-06 - 卡羅來納颶風隊
- 2006-07 - 渥太華參議員隊
- 2007-08 - 匹茲堡企鵝隊
- 2008-09 - 匹茲堡企鵝隊
- 2009-10 - 費城飛人隊
- 2010-11 - 波士頓棕熊隊
- 2011-12 - 新澤西惡人隊
- 2012-13 - 波士頓棕熊隊
- 2013-14 - 紐約遊騎兵隊
- 2014-15 - 坦帕灣閃電隊
- 2015-16 - 匹茲堡企鵝隊
- 2016-17 - 匹茲堡企鵝隊